# Ойген фон Фрауенгольц
Ойген Людвіг фон Фрауенгольц (нім. Eugen Ludwig von Frauenholz; 17 серпня 1882, Мюнхен — 5 січня 1949, Ландсгут) — німецький офіцер та історик, майор Баварської армії.

## Біографія
Син торгового радника і майбутнього директора Баварського іпотечного та обмінного банку Людвіга Фрауенгольца і його дружини Крістіни, уродженої Бертігкайт.
Після закінчення гімназії Луїтпольда у своєму рідному місті Фрауенхольц в 1901 році вступив в 4-й піхотний полк «Король Вільгельм Вюртембергський» Баварської армії як дворічний добровольець і кадет. Він успішно закінчив Мюнхенську військову школу і у 1903 році був підвищений до лейтенанта. Через 2 роки він був переведений у 2-й важкий кавалерійський полк «Ерцгерцог Франц Фердинанд Австрійський-Есте», де з 1908 по 1911 рік служив полковим ад'ютантом. У цей час Фрауенгольц взяв відпустку, щоб взяти участь в іспанській кампанії в Марокко у 1909/10 та 1912 роках. Він почав своє навчання у Військовій академії у 1913 році, але був змушений передчасно перервати навчання у 1914 році як оберлейтенант після завершення першого курсу через початок Першої світової війни.
Після мобілізації Фрауенгольц був призначений до Головнокомандування 1-го армійського корпусу як ад'ютант. Потім він брав участь у боях у Лотарингії як командир роти в піхотному лейб-полку і був переведений до 2-го важкого кавалерійського полку «Ерцгерцог Франц Фердинанд Австрійський-Есте». Як командир ескадрону він потім воював у Північній Франції та Бельгії, перш ніж приєднатися до полку на Східному фронті в Курляндії та Литві у квітні 1915 року. У тому ж році Фрауенгольц був підвищений до ротмістра і переведений назад до Головнокомандування 1-го армійського корпусу. Після подальших штабних призначень і служби в якості командира 2-го батальйону 4-го резервного піхотного полку в березні 1918 року був призначений у Військове міністерство старшим радником у Департаменті з особистих справ і очолював групу 2, яка займалася питаннями служби, скаргами та претензіями, відстрочками, відпустками, носінням уніформи за кордоном, персоналом військового міністерства, незамінністю, звільненнями та відпустками для цивільної роботи або з економічних причин. Після закінчення війни Фрауенхгольца було звільнено від своїх обов'язків. 24 грудня 1918 року звільнений у відставку. Наприкінці 1919 року йому було надано звання майора запасу.
Після виходу у відставку Фрауенгольц почав навчання у Мюнхенському університеті Людвіга — Максиміліана, де він став членом корпусу «Франконія». 19 липня 1920 року він отримав докторський ступінь з філософії під керівництвом професора Германа фон Грауерта, захистивши дисертацію «Імператор Октавіан Август в історіх та легендах Середньовіччя». Згодом він викладав як приватний лектор військову історію та історію сухопутних військ і став автором численних книг та есеїв.
За рішенням Мюнхенського адміністративного суду Фрауенгольц був заднім числом зведений в дворянство у 1926 році.
З 1927 року Фрауенгольц був синдиком Баварської академії наук, а з 1929 року — почесним професором Мюнхенського університету.